# Hofstetten (Oberglatt)

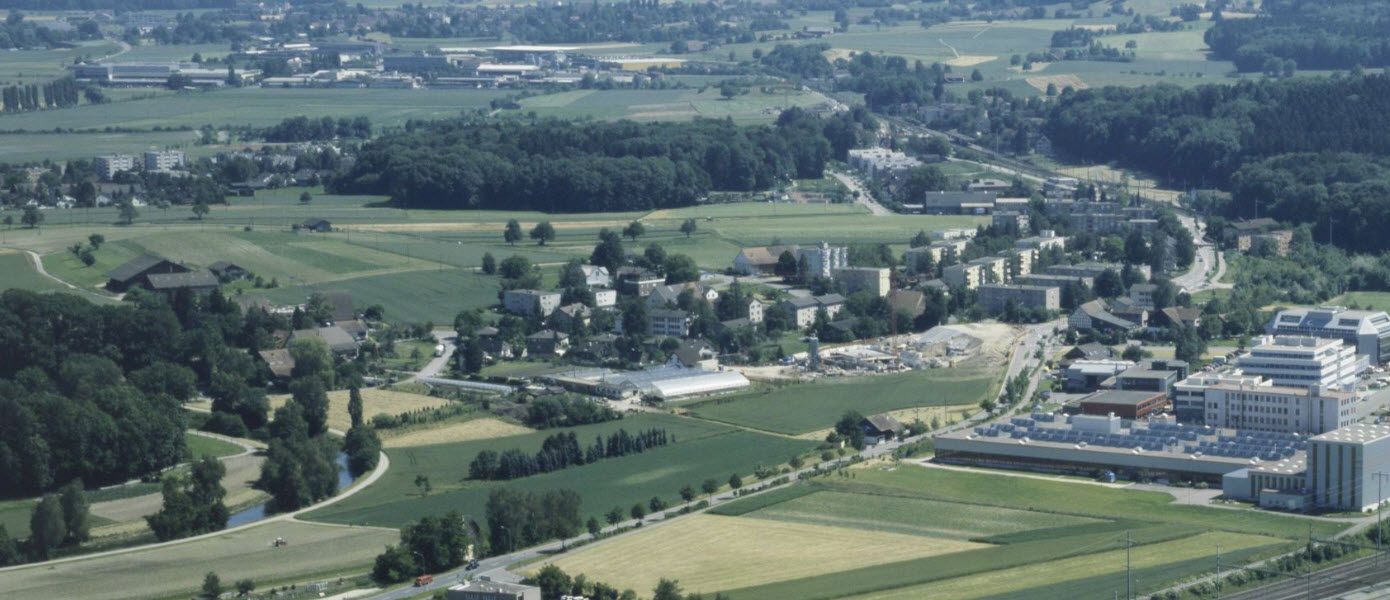
Hofstetten im Juni 1995

Hofstetten ist ein Ortsteil von Oberglatt im Bezirk Dielsdorf im Unterland des Kantons Zürich. Der Name wird gedeutet als Stätte, wo sich ein Hof befindet.
Die Siedlung liegt zwischen Niederglatt und Oberglatt an der Glatt, mit dem Siedlungskern östlich der Strasse von Zürich nach Kaiserstuhl. Entlang dieser Strasse ist sie mit dem Bahnhofsquartier von Oberglatt zusammengewachsen; entlang der Kaiserstuhlstrasse stehen hauptsächlich Gewerbebauten. An der Kreuzung der lokalen Strassenverbindung Oberglatt–Dielsdorf mit der Kaiserstuhlstrasse  westlich des Siedlungskerns stand das Restaurant Kreuzstrasse.
Hofstetten ist mit der Postautohaltestelle Oberglatt, Mösli Hofstetten an der Kaiserstuhlstrasse an  den öffentlichen Verkehr angebunden. Der nächstgelegenen Bahnhof ist Oberglatt an der Bahnstrecke Bülach–Zürich.
Die Siedlung wurde erstmals 1130 als Hofstetin erwähnt. Hofstetten gehörte ab 1442 zur Obervogtei Neuamt, die bis zum Einmarsch der französischen Truppen im Jahre 1798 bestand. Durch die Siedlung führte der Weg von Bülach über den Höhragen nach Mettmenhasli und weiter ins Furttal. Der Abschnitt Richtung Bülach des heute nur noch teilweise erhaltenen Verkehrsweges wurde als Hofstetter Kirchweg bezeichnet, was auf die Nutzung durch die Kirchgänger deutet.